# Формула Торрічеллі

Демонстрація закономірностей витікання рідини через отвір у тонкій стінці, що описуються формулою Торічеллі

Фо́рмула (зако́н) Торіче́ллі  — формула для визначення швидкості витікання рідини з отвору у тонкій стінці відкритої посудини:
{\displaystyle V={\sqrt {2gh}},}
де: {\displaystyle V} — швидкість витікання рідини з отвору;
{\displaystyle h} — висота стовпа рідини в посудині;
{\displaystyle g} — прискорення вільного падіння.
Вона показує, що при витіканні ідеальної нестисливої рідини з отвору в широкій посудині рідина набуває швидкості, яку отримало б тіло, що вільно падає з висоти {\displaystyle h}. Вперше встановлена Е. Торрічеллі в 1641 році.

## Доведення
Скористаємось рівнянням Бернуллі, записаним у вигляді:
{\displaystyle gz+{p \over \rho }+{V^{2} \over 2}={\text{constant}}}
де: {\displaystyle V} — швидкість руху рідини;
{\displaystyle z} — висота підняття рідини у розглядуваній точці відносно площини відліку (площини порівняння);
{\displaystyle p} — тиск у розглядуваній точці;
{\displaystyle \rho } — густина (питома маса) рідини.
Приймемо, що отвір знаходиться на висоті z = 0. У верхній частині бака, тиск p дорівнює атмосферному тиску і швидкістьV можна вважати нульовою, так як швидкість опускання рівня у баку значно менша, ніж швидкість витікання рідини з бака. На отворі, z=0 і тиск p знову ж таки рівний атмосферному. Тоді рівняння Бернуллі для двох перерізів: на поверхні рідини у баку і перерізу отвору з врахуванням зроблених вище допущень, запишуться:
{\displaystyle gz+{p_{atm} \over \rho }={V^{2} \over 2}+{p_{atm} \over \rho }}
{\displaystyle \Rightarrow V^{2}=2gz\,}
{\displaystyle \Rightarrow V={\sqrt {2gz}}}
z відповідає h, обумовленому на початку, тому:
{\displaystyle V={\sqrt {2gh}}}

## Формула Торрічеллі для в'язкої рідини
Дійсна ж швидкість витікання дещо відрізняється від швидкості, яка визначається формулою Торрічеллі: вона залежить від форми і розміру отвору, від в'язкості рідини та величини витрати. Для врахування цих обставин у формулу Торрічеллі вводять поправочний множник, що завжди менший від одиниці. Тоді формула набуває вигляду:
{\displaystyle V=\phi {\sqrt {2gh}},}
де {\displaystyle \phi } — коефіцієнт швидкості при витіканні рідини з отвору.
Для малого круглого отвору при великих числах Рейнольдса він дорівнює {\displaystyle \phi =0,94...0,99}. Значення {\displaystyle \phi } для отворів інших форм і розмірів наводяться в довідниках з гідравліки.